# Jeszenszky Alajos
Jeszenszky Alajos (szlovákul Alojz Jesenský; Nagyemőke, 1849. november 17. – Nyitra, 1921. január 13.) kanonok, címzetes apát, vikárius, szentszéki jegyző, pápai prelátus és numizmatikus.

## Élete
Apja, az evangélikus vallású Jeszenszky József, uradalmi ispán tekintetes Frankner Antal úrnál, anyja Balogh Mária római katolikus asszony volt; édesanyja vallása szerint keresztelték meg. Nagyemőkén járta elemi iskoláit. 1868-ban érettségizett a Nyitrai Piarista Gimnáziumban. A Budapesti Egyetem Teológiai Karán tanult teológiát, és 1872. november 21-én pappá szentelték. 1875-ig Nyitradivéken, majd egy évig Bossányban volt káplán. 1876-tól a nyitrai püspökség levéltárosa és protokollfőnöke volt. 1879-től szentszéki jegyző, 1888-tól a püspök titkára, tiszteletbeli esperes. 1891-től bakonysomlyói (Szűz Mária de Bocconio) címzetes apát. 1898-tól nyitrai kanonok. 1908-tól a nyitrai gimnázium felügyelője volt. 1910-től Batthyány Vilmos püspök vikáriusa, illetve pápai prelátus lett.
Batthyány Vilmos nyitrai püspök székének kényszerű elhagyásakor rábízta az egyházmegye kormányzását. A hivatalban bevezette a szlovák nyelv használatát. A nyitrai székesegyház kriptájában nyugszik.
A Műemlékek Országos Bizottságának előbb bizottsági levelező, majd levelező tagja volt. 1915-től az Országos Régészeti és Embertani Társulat évdíjas tagja volt. A Magyar Nemzeti Múzeum gyűjteményét ajándékozásokkal gyarapította.
Fiatal korától kezdve élt gyűjtőszenvedélyének, főként a numizmatika és a falerisztika területén. Megalapította a Nyitrai püspökség éremgyűjteményét.

## Művei
- 1897 Bende Imre beszédei. Nyitra.
- 1905 Felsőmagyarországi vallásos tárgyú emlékérmek. Numizmatikai Közlöny IV/4.